# Ligne Uchiko
La ligne Uchiko (内子線, Uchiko-sen) est une courte ligne ferroviaire de la compagnie JR Shikoku située sur l'île de Shikoku au Japon. Elle relie la gare d'Uchiko à la gare de Niiya dans la préfecture d'Ehime. La ligne permet de relier deux branches de la ligne Yosan et fait partie de cette dernière du point de vue opérationnel.

## Histoire
La ligne est ouverte le 1er mai 1920 .

## Caractéristiques

### Ligne
- Longueur : 5,3 km
- Ecartement : 1 067 mm
- non électrifié

### Services et interconnexions
La ligne est empruntée par des trains locaux (omnibus) de la ligne Yosan et par les trains express Uwakai reliant Matsuyama à Uwajima.

### Gares
| Numéro | Gare          | Nom japonais | Distance depuis Uchiko (km) | Correspondances                     | Localisation |
| ------ | ------------- | ------------ | --------------------------- | ----------------------------------- | ------------ |
| U10    | Uchiko        | 内子         | 0                           | JR Shikoku : Yosan (interconnexion) | Uchiko       |
| U11    | Ikazaki       | 五十崎       | 1,6                         |                                     | Uchiko       |
| U12    | Kitayama (ja) | 喜多山       | 4,1                         |                                     | Uchiko       |
| U13    | Niiya         | 新谷         | 5,3                         | JR Shikoku : Yosan (interconnexion) | Ōzu          |